# Aphaenogaster baronii
Aphaenogaster baronii é uma espécie de inseto do gênero Aphaenogaster, pertencente à família Formicidae.